# گرم پارسونز
گرم پارسونز (انگلیسی: Gram Parsons؛ ۵ نوامبر ۱۹۴۶ – ۱۹ سپتامبر ۱۹۷۳) یک ترانه‌سرا، خواننده و نوازنده اهل ایالات متحده آمریکا بود. وی بین سال‌های ۱۹۶۳ تا ۱۹۷۳ میلادی فعالیت می‌کرد.او عضو گروه برادران پرواز بوریتو بود